# 渡島大沢駅

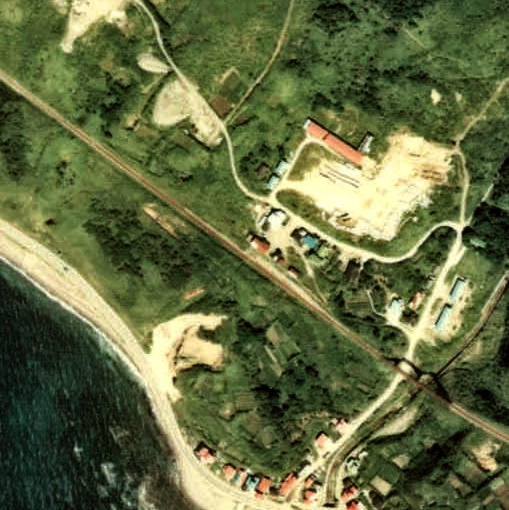
1976年の渡島大沢駅と周囲約500 m範囲。駅舎横の函館側に貨物積卸場の跡と元貨物積卸線の名残りの引込線が残されていた。

渡島大沢駅（おしまおおさわえき）は、北海道松前郡松前町字荒谷にかつて設置されていた、北海道旅客鉄道（JR北海道）松前線の駅（廃駅）である。電報略号はオワ。事務管理コードは▲141508。

## 歴史

### 年表
- 1946年（昭和21年）12月15日：国有鉄道福山線の渡島吉岡駅 - 当駅間開通に伴い、一般駅として開業[1]。
- 1949年（昭和24年）6月1日：日本国有鉄道法施行に伴い、日本国有鉄道（国鉄）に継承。
- 1953年（昭和28年）11月8日：当駅 - 松前駅間開通に伴い、中間駅となる。同時に、福山線が松前線に改称。
- 1962年（昭和37年）11月9日：同日付で貨物および配達の取扱を廃止[3]。
- 1962年（昭和37年）7月1日：業務委託駅となる。
- 1970年（昭和45年）12月12日：荷物扱い廃止[4]。駅員無配置駅となり[5]、簡易委託化。
- 1987年（昭和62年）4月1日：国鉄分割民営化に伴い、北海道旅客鉄道（JR北海道）に継承[1]。
- 1988年（昭和63年）2月1日：松前線の全線廃止に伴い、廃駅となる[1]。

### 駅名の由来
当駅が所在した地の近辺の地名（大沢）に、旧国名の「渡島」を付した。

## 駅構造
廃止時点で、1面1線の単式ホームを有する地上駅であった。ホームは、線路の東側（松前方面に向かって右側）に存在した。
無人駅（簡易委託駅）となっていたが、有人駅時代の駅舎が残っていた。駅舎はホームの東側に接していた。
松前線廃止前は北海道最南端の駅であったが、無人駅であったこともありそれを示す標識のようなものはなかった。

## 利用状況
- 1981年度（昭和56年度）の1日当たりの乗降客数は44人[6]。

## 駅周辺
津軽海峡の展望が良く、天候の良い日は竜飛崎を望むことができた。
- 国道228号
- 松前町役場大沢支所
- 白神郵便局
- 松前町立白神小学校
- 白神岳
- 白神岬 - 駅から南東に約4 km[6]。

## 駅跡
現在はホームだけが残っているが、草むらになっている。
また、1999年（平成11年）時点では駅跡の近辺に「荒谷川橋梁」や「櫃の下川橋梁」の大部分が残存していたが、2010年（平成22年）時点では両橋梁ともにガーダー橋が撤去され、橋脚のみとなっている。

## 隣の駅
北海道旅客鉄道（JR北海道）
松前線
渡島吉岡駅 - 渡島大沢駅 - 及部駅